# Малые Ермаки
Ма́лые Ермаки́— деревня  в  Смоленской области России,  в Угранском районе. Население —  7 жителей (2007 год) . Расположена в восточной части области  в 22 км к северо-востоку от Угры, на левом берегу реки Волосты, на автодороге  Р132 Вязьма —Калуга — Тула — Рязань. В 6 км к северо-западу от деревни станция Волоста-Пятница на линии Вязьма – Фаянсовая.
Входит в состав Вёшковского сельского поселения.

## Известные люди
В 1898 году в деревне родился генерал-майор юстиции Исаенков И. Ф.